# Estafadoras de Wall Street
Estafadoras de Wall Street (título original en inglés: Hustlers) es una película de drama de crimen de comedia negra estadounidense de 2019 escrita y dirigida por Lorene Scafaria, basada en el artículo de 2015 de New York Magazine The Hustlers at Scores: The Ex-Strippers Who Stole From (Mostly) Rich Men and Gave to, Well, Themselves, de Jessica Pressler. La película está protagonizada por Constance Wu, Jennifer López, Julia Stiles, Keke Palmer, Lili Reinhart, Lizzo y Cardi B. 
La trama sigue a un grupo de bailarinas desnudistas en la ciudad de Nueva York que comienzan a robar dinero drogando a los comerciantes y CEOs que visitan su club, luego corriendo sus tarjetas de crédito
López también es productora de la película a través de Nuyorican Productions, junto a Jessica Elbaum, Will Ferrell y Adam McKay a través de su pancarta Gloria Sánchez. 
Por su actuación en la película, López recibió el Premio de la Asociación de Críticos de Cine de Los Ángeles a la Mejor Actriz de Reparto.
Anunciada por primera vez en febrero de 2016, se suponía que la película originalmente debía ser financiada y distribuida por Annapurna Pictures. Sin embargo, después de los problemas financieros de la compañía, abandonaron los derechos en octubre de 2018 y STX Entertainment los recogió. Gran parte del elenco se unió ese otoño hasta la primavera siguiente, y la filmación tuvo lugar en la ciudad de Nueva York de marzo a mayo de 2019.
Hustlers tuvo su estreno mundial el 7 de septiembre de 2019, en el Festival Internacional de Cine de Toronto, y fue estrenada en cines en Estados Unidos el 13 de septiembre de 2019, por STXfilms. Con un presupuesto de producción de $20.7 millones de dólares, la película recaudó $155.9 millones de dólares en todo el mundo y recibió críticas positivas de los críticos, con grandes elogios por el desempeño de Jennifer López.
La revista TIME incluyó a Hustlers (Estafadoras de Wall Street) como una de "Las 10 mejores películas del 2019", también incluyó a Jennifer López en la lista "Las 10 mejores actuaciones del año" ocupando el puesto 2, siendo así la mejor actuación femenina del 2019.

## Argumento
En 2014, la ex desnudista Destiny, con sede en la ciudad de Nueva York, es invitada a una entrevista con Elizabeth, una periodista que trabaja en una historia que involucra a la examiga y mentora de Destiny, Ramona Vega.
Siete años antes, Dorothy, conocida por su nombre de desnudista como Destiny, trabaja en Moves, un club de estriptis, para mantener a su abuela, pero apenas se las arregla. Hipnotizada por el desempeño de Ramona y los consejos que gana, Destiny la encuentra en el techo del club. Ramona acepta tomar Destiny bajo su ala, y las dos forman un equipo formidable. Destiny disfruta de una nueva riqueza y amistad con Ramona. Un año después, la crisis financiera de 2007–2008 golpea, y ambas mujeres se quedan sin efectivo. Destiny queda embarazada. Ella echa a su novio de la casa poco después del nacimiento de su hija, y no puede encontrar un nuevo trabajo.
Sin otras opciones, Destiny vuelve a desnudarse. Los movimientos han cambiado: la crisis financiera ha afectado sus negocios, y el club está compuesto principalmente por mujeres inmigrantes dispuestas a realizar actos sexuales por dinero, una línea que Destiny no está dispuesta a cruzar, pero lo hace en un momento de desesperación. Ella se vuelve a conectar con Ramona, quien le presenta un nuevo esquema. Junto con sus dos protegidas, Mercedes y Annabelle, Ramona ataca a hombres ricos en bares, los emborracha y luego los escolta a Moves, donde las chicas roban sus números de tarjeta de crédito y los cobran hasta su límite. Destiny se une y descubre que Ramona usa una mezcla de ketamina y MDMA para perjudicar el juicio y causar pérdida de memoria en sus objetivos, una táctica que se considera útil, ya que sus víctimas rara vez admitirán haber sido robadas por desnudistas.
El esquema funciona y las mujeres disfrutan de su nueva fuente de riqueza. Cuando algunos de los objetivos resultan demasiado agresivos para que Mercedes y Annabelle los manejen, Destiny sugiere traer a otras chicas, que están cuidadosamente entrenadas para evitar beber o usar drogas. La asociación de Ramona con Moves hace que el fraude con tarjetas de crédito sea lucrativo para ellos. Sin embargo, las grietas comienzan a mostrarse en su operación. Otras desnudistas comienzan a emular sus estrategias. Furiosa, Ramona corta sus lazos comerciales con Moves, y el grupo comienza a atender a los clientes en habitaciones de hotel o en sus propios hogares. Mercedes y Annabelle se vuelven cada vez menos confiables con esta nueva práctica, por lo que Ramona contrata a mujeres con problemas de drogas y antecedentes penales para reemplazarlas, mientras que Destiny se resiste a traer "adictos y delincuentes". Los temores de Destiny se confirman cuando un cliente sufre un accidente casi fatal y debe llevarlo al hospital. Mientras tanto, Ramona está ocupada rescatando a un nuevo empleado particularmente poco confiable, Dawn. Destiny regresa a casa para encontrar que su abuela ha muerto. En el funeral, Ramona hace las paces y promete cuidar de Destiny de ahora en adelante.
En 2014, Destiny se siente incómoda y detiene la entrevista cuando Elizabeth insiste en hablar sobre Ramona. Cuando Elizabeth regresa a casa, Destiny llama y acepta terminar su conversación, recordando cómo su amistad con Ramona, y su red criminal, se desmoronó. La insensibilidad de Ramona abre una brecha entre las mujeres, y Destiny siente que ya no puede justificar sus crímenes. Dawn es detenida por la policía y "se enoja" con sus compañeros, mientras que los investigadores logran localizar a varias víctimas e identificar a todas las niñas. Destiny, Ramona, Annabelle y Mercedes son arrestados, pero solo Destiny (pensando en su hija) acepta un acuerdo de culpabilidad. Ramona es sentenciado a cinco años de libertad condicional, mientras que Annabelle y Mercedes cumplen sentencias de 1 año de libertad condicional.
Un año después, Elizabeth visita a Ramona, que ahora vive como una persona más del común.. Ramona revela una foto de la infancia de Destiny que guarda junto con sus posesiones más valiosas. El artículo se publica y Elizabeth alienta a Destiny a comunicarse con Ramona y hacer las paces.

## Reparto

Constance Wu protagonizó la película interpretando a Dorothy / Destiny.

- Constance Wu como Dorothy / Destiny.
- Julia Stiles como Elizabeth.
- Keke Palmer como Mercedes.
- Jennifer López como Ramona Vega.
- Lili Reinhart como Annabelle.
- Cardi B como Diamond.
- Mercedes Ruehl como Mamá.
- Lizzo como Liz.
- Trace Lysette como Tracey.
- G-Eazy como Johnny.
- Usher como él mismo.
- Mette Towley como Justice.
- Madeline Brewer como Dawn.
- Stormi Maya como Angel.
- Frank Whaley como Reese.
- Brandon Keener como Alpha.
- Steven Boyer como Doug.
- Jovanni Ortiz
- Jon Glaser como Mark.
- Paul A. Nielsen como Detective Hunter.
- Kersti Bryan como Amy.

## Producción
En febrero de 2016, se anunció que Jessica Elbaum, Will Ferrell y Adam McKay producirían Hustlers, bajo su estandarte de Gloria Sánchez Productions. La película también fue producida por Elaine Goldsmith-Thomas y Jennifer López a través de Nuyorican Productions. En mayo de 2016, se anunció que Annapurna Pictures coproduciría y financiaría la película, con Megan Ellison y Chelsea Barnard como productores ejecutivos. En octubre de 2018, se anunció que Annapurna había abandonado la película, y STX Entertainment adquirió los derechos de distribución de la película. Annapurna supuestamente dejó caer la película debido a preocupaciones de presupuesto.
Hustlers fue dirigida por Lorene Scafaria a partir de un guion que escribió. Al recibir por primera vez el guion de Scafaria, Gloria Sánchez Productions tuvo en mente a Martin Scorsese en mente para dirigir, mientras también consideraba a Adam McKay. La productora Jessica Elbaum declaró que su enfoque inicial era "enviar esto a las personas que hemos visto hacer este tipo de película". Después de que Scorsese y otros directores aprobaron el proyecto, los productores finalmente le dieron a Scafaria, que se había negado a asumir otros proyectos de dirección con la esperanza de dirigir Hustlers, la luz verde para dirigir. Scafaria convenció a los productores para que la contrataran como directora con un carrete de chisporroteo de dos minutos que ella creó para demostrar su concepto. Scafaria describió el "juicio que la gente tiene sobre los strippers" como un desafío para hacer la película. Según la productora Elaine Goldsmith-Thomas, que estaba lanzando a Hustlers a una variedad de estudios después de que Annapurna la dejara caer, "[los ejecutivos masculinos del estudio] se sintieron un poco incómodos. Todos podían ver el valor comercial de esta película, pero estaban como, '¿Pueden simplemente drogar a los malos? ¿Pueden hacerlo a las personas que lo merecen?'"

### Casting
Después de ser elegido para dirigir, Scafaria pasó dos años lanzando para Hustlers. En agosto de 2018, se anunció que Jennifer López protagonizaría la película. López fue la primera opción de Scafaria para interpretar a Ramona, declarando: "tan pronto como terminé, me di cuenta, Dios mío, Ramona es Jennifer López [...] Tiene que ser ella". López, quien interpreta a una desnudista veterana en la película, comenzó el entrenamiento de Baile en barra con la bailarina y coreógrafa profesional Johanna Sapakie dos meses y medio antes de filmar en preparación para una escena en la que López realiza una importante rutina de pole dance sin un suplente profesional. Constance Wu se unió al elenco en octubre, después de grabarse, y señaló: "Sabía que mi currículum en ese momento realmente no tenía nada que indicara que podría lograr este papel". En marzo de 2019, Cardi B, Lili Reinhart, Keke Palmer, Julia Stiles y Mercedes Ruehl se unieron al elenco con Mette Towley y Trace Lysette en negociaciones para unirse también. Ese mismo mes, Madeline Brewer y Frank Whaley se unieron al elenco de la película. Lizzo se unió al elenco de la película en abril de 2019, y Usher se unió al elenco en mayo. Scafaria tuvo la idea de incluir a Cardi B, una ex desnudista, en la película, lo que llevó a López a convencerla de unirse al proyecto. López dijo: "Sé que ella conocía este mundo mejor que cualquiera de nosotros. Le dije que tenía que hacerlo. Y no iba a aceptar un no por respuesta".

### Filmación y diseño
La fotografía principal para Hustlers comenzó el 22 de marzo de 2019 en la ciudad de Nueva York, con una sesión de 29 días. Producción final concluida el 3 de mayo. También se rodaron escenas al norte de la ciudad en New Rochelle, White Plains y en el Palisades Center. Según la productora Elaine Goldsmith-Thomas, el presupuesto de producción para la película fue de $20.7 millones. Los cameos de Usher, Lizzo y Cardi B fueron filmados el mismo día.
El diseñador de vestuario de Hustlers, Mitchell Travers, definió los orígenes del diseño y tratamiento de vestuario de la película en una entrevista con la revista Vanity Fair, afirmando que "Sabía que [tenía] que hablar absolutamente con la audiencia y hacerles saber que esto no va a ser como cualquier película que hayan visto antes". Travers diseñó los trajes para López para mostrar la fuerza y el tono muscular que López acumuló durante su entrenamiento previo a los Hustlers. Sin entrar en conflicto con la clasificación R planeada de la película, soñó con el traje de diamantes que estaba esencialmente conectado por tres correas. Travers señaló que "Hicimos mucha investigación y desarrollo para encontrar algo que pudiera [estirarse en todas las direcciones durante el baile de López]. Es la ropa de actuación, y realmente tuvo que funcionar para esa secuencia. Hicimos una serie de ajustes. está diseñado a una pulgada de su vida, completamente personalizado para ella".

### Música
La banda sonora de Hustlers presenta una lista de canciones que van desde R&B de finales de los 90, Música de baile, Indie pop, hasta interludios clásicos, incluyendo Janet Jackson, Fiona Apple, Britney Spears y Lorde. Como explicó la guionista y directora de la película Lorene Scafaria: "Pensé en [la película] como un musical: las canciones en sí contaban una historia. La mayoría de las opciones musicales también estaban escritas en el guión, obviamente había imaginado escenas de estas canciones, y las grabamos, pero nunca se sabe si se van a obtener los derechos". El supervisor musical de la película, Jason Markey, consiguió que artistas de Big Sean a Bob Seger firmen el permiso incluir sus canciones en la banda sonora de Hustlers; sin embargo, la película deliberadamente no presenta ninguna canción de los catálogos de Jennifer López, Cardi B o Lizzo. Markey señaló que "tampoco teníamos una partitura; cada canción hacía una declaración sobre la escena".

## Estreno
El avance de Hustlers se estrenó en línea el 17 de julio de 2019. El avance teatral completo se estrenó en línea el 3 de septiembre de 2019.
Hustlers celebró su estreno mundial en el Festival Internacional de Cine de Toronto el 7 de septiembre de 2019. Fue estrenada en cines en los Estados Unidos el 13 de septiembre de 2019.

### Censura
La película fue prohibida pura y simple de la liberación en Malasia, y ha recibido la censura en varios países asiáticos. La Junta de Censura de Cine de Malasia (LPF, por sus siglas en inglés) denegó un certificado de aprobación por mostrar lo que los funcionarios llamaron "contenido obsceno excesivo".

## Recepción

### Taquilla
Al 16 de diciembre de 2019, Hustlers ha recaudado casi $105 millones en los Estados Unidos y Canadá, y $52.1 millones en otros territorios, para un total mundial de $157 millones.
En los Estados Unidos y Canadá, la película se estrenó junto a El Jilguero, y se proyectó que recaudaría entre 25 y 30 millones de dólares de 3250 salas en su primer fin de semana. La película ganó $13.1 millones en su primer día, incluyendo $2.5 millones en avances de la noche del jueves. Fue el mayor día bruto en la historia de STX Entertainment. La película debutó con $33.2 millones, terminando en segundo lugar detrás de It Capítulo Dos; la apertura marcó el más exitoso en la historia de STX y lo mejor de la carrera de acción en vivo de López. El desglose de la audiencia del primer fin de semana fue del 67% femenino, incluido el 69% mayor de 25 años. Cayó 49% en su segundo fin de semana a $16.8 millones, terminando en quinto, e hizo $11.5 millones en su tercer fin de semana, saltando a tercero.

### Crítica

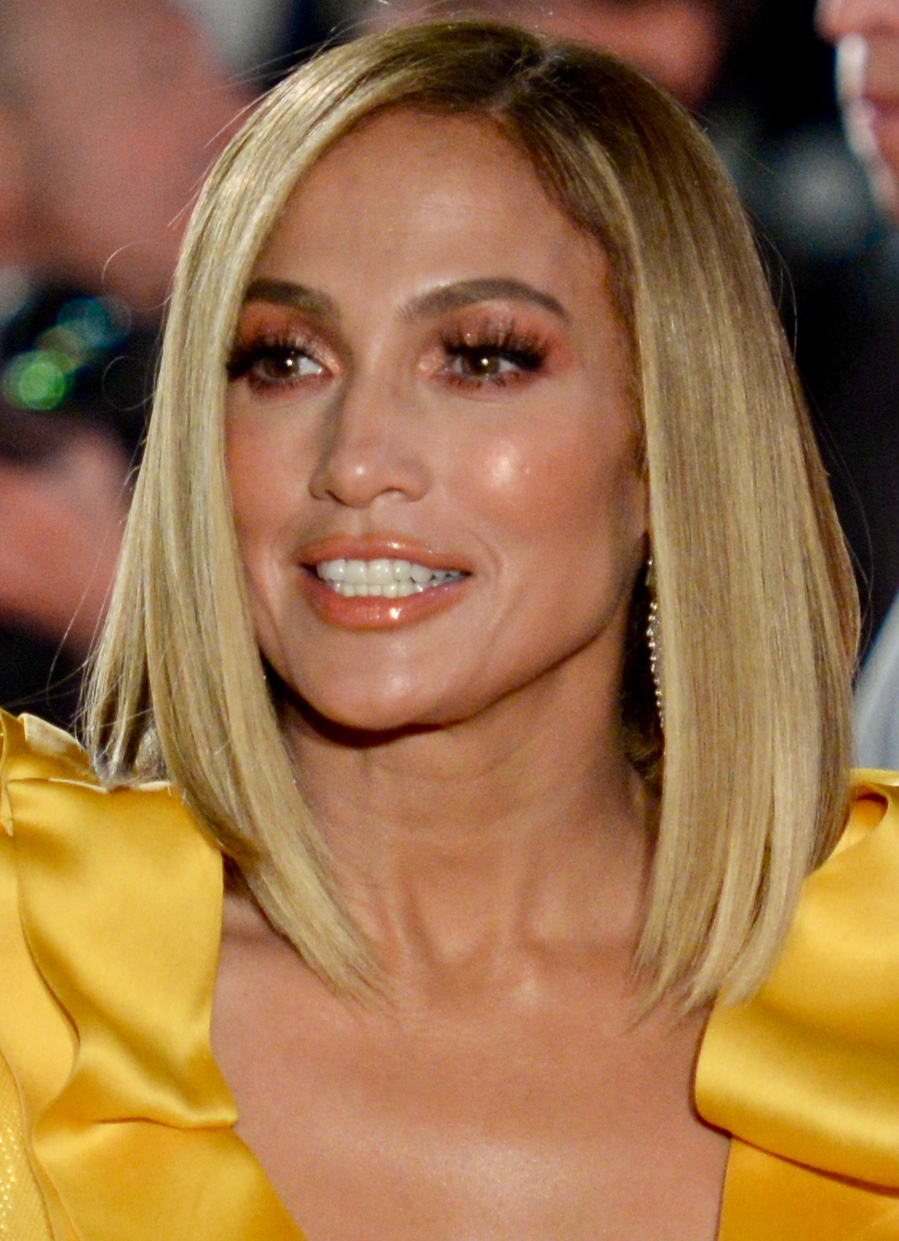
La actuación de Jennifer Lopez obtuvo elogios de la crítica generalizada, y varios críticos la consideraron la mejor de su carrera.

En Rotten Tomatoes, la película tiene una calificación de aprobación del 89% basada en 318 reseñas, con una calificación promedio de 8.3/10. El consenso crítico del sitio dice: "Dirigido por la mejor actuación de Jennifer López en su carrera, Hustlers es un drama de atraco excepcionalmente poderoso con profundidad e inteligencia para igualar su llamativo atractivo visual". En Metacritic, la película tiene una puntuación promedio ponderada de 82 de cada 100, según 44 críticas, que indican "revisiones generalmente favorables". Las audiencias encuestadas por CinemaScore le dieron a la película una calificación promedio de "A" en una escala de A + a F, y aquellos en PostTrak le dieron un promedio de 3.9 de 5 estrellas y un 70% de "recomendación definitiva".
Christy Lemire calificó a la película con 4 estrellas, describiendo a Hustlers como "Goodfellas en una tanga, pero la película de Scafaria siempre es una maravilla para ver, lo que resulta en un sorprendente nivel de profundidad emocional". Lemire también lo describió como "el mejor trabajo de pantalla de López desde su apogeo de Selena y Out of Sight..." y una "... mejor actuación profesional". Kate Erbland de IndieWire calificó a Hustlers como A- y describe la película como "divertida, motivadora, sexy, emocional y un poco aterradora. La charla de los Oscar por el giro revelador, matizado y emocional de López como un estafador brillante y mejor bailarín exótico no es una broma". Peter DeBruge de Variety escribe , "llamativo, carnoso y completamente imposible de ignorar, Hustlers equivale a nada menos que un momento cultural, inspirado en un escandaloso perfil de la revista New York... adaptado por la escritora y directora Scafaria en su mayoría Scorsese, y protagonizada por Jennifer Lopez como nunca la has visto antes".
Justin Chang, escribiendo para Los Angeles Times, describe la película como "descarada y estimulante", afirmando que "la comprensión clara de Scafaria de esa distinción que hace que Hustlers sea más que un cuento de advertencia, un desfile de voyeurismo hipócrita amalgama de los dos. La empatía de la película por sus protagonistas y su ira totalmente justificada contra los arquitectos del colapso financiero se mantiene controlada por el conocimiento de que cada ajetreo tiene su daño colateral". Benjamin Lee de The Guardian, calificó la película con 4 de 5 estrellas, afirmando que "incluso cuando las películas se han centrado en los strippers como algo más que un escaparate, todavía han sido escritas y dirigidas por hombres y se han suavizado sobre bordes más ásperos, convirtiéndolas en arquetipos de una sola nota. En cambio, Scafaria ve el club de striptease como cualquier otro lugar de trabajo, lleno de política interna y una jerarquía de poder en constante cambio". Beandrea July de The Hollywood Reporter declaró que "Hustlers cumple con sus expectativas". Mientras hace constantemente lo inesperado. Scafaria, cuya última foto fue el vehículo de Susan Sarandon The Meddler (2015), se destaca por sumergir a la audiencia en el mundo del trabajo sexual en clubes, silenciosamente nos desengaña escena por escena de cualquier estereotipo sobre quiénes son estas mujeres".
Emily Todd VanDerWerff de Vox escribe "mientras estás distraída por todo ese deslumbramiento y los muchos, muchos chistes geniales de la película, Hustlers está componiendo en silencio algunos pensamientos profundamente profundos sobre las relaciones que las mujeres construyen entre sí". Brennan Carley de GQ calificó a Hustlers como la mejor película de 2019 hasta la fecha, y señaló: "Sin embargo, comenzar con una explosión es una cosa; mantener esa energía durante todo su tiempo de ejecución es lo que hace que estos strippers convertidos en criminales hagan una hazaña tan magistral". El crítico de cine de Rolling Stone, Peter Travers, también fue positivo, afirmando que "Hustlers no habla mal de lo que sucede en esas 'salas de champán' fuera del escenario. La intención no es explotar sino mostrar cómo las mujeres logran vivir y vivir. trabajar en el mundo de un hombre depredador", y agregó que" en la provocación ferozmente divertida de Scafaria de una película, no hay escapatoria de las sombras, son las mujeres las que toman el control".

## Premios y nominaciones
| Premio                                                | Fecha de la ceremonia   | Categoría                                                      | Nominado(s)                      | Resultado | Ref.   |
| ----------------------------------------------------- | ----------------------- | -------------------------------------------------------------- | -------------------------------- | --------- | ------ |
| Festival Internacional de Cine de Toronto             | 7 de septiembre de 2019 | Creative Coalition's Spotlight Initiative Award                | Keke Palmer                      | Ganadora  | [ 53 ] |
| Gotham Awards                                         | 2 de diciembre de 2019  | Best Feature                                                   | Hustlers                         | Pendiente | [ 54 ] |
| Palm Springs International Film Festival Gala         | 2 de enero de 2020      | Spotlight Award                                                | Jennifer Lopez                   | Ganadora  | [ 55 ] |
| Hollywood Critics Association Awards                  | 9 de enero de 2020      | Best Adapted Screenplay                                        | Lorene Scafaria                  | Pendiente | [ 56 ] |
| Hollywood Critics Association Awards                  | 9 de enero de 2020      | Best Female Director                                           | Lorene Scafaria                  | Pendiente | [ 56 ] |
| Hollywood Critics Association Awards                  | 9 de enero de 2020      | Best Supporting Actress                                        | Jennifer Lopez                   | Pendiente | [ 56 ] |
| Make-Up Artists and Hair Stylists Guild Awards        | 11 de enero de 2020     | Feature-Length Motion Picture - Best Contemporary Make-Up      | Margot Boccia, Roxanne Rizzo     | Pendiente | [ 57 ] |
| Make-Up Artists and Hair Stylists Guild Awards        | 11 de enero de 2020     | Feature-Length Motion Picture - Best Contemporary Hair Styling | Angel De Angelis, Dierdre Harris | Pendiente | [ 57 ] |
| AARP The Magazine's Annual Movies for Grownups Awards | 11 de enero de 2020     | Best Supporting Actress                                        | Jennifer López                   | Pendiente | [ 58 ] |
| Independent Spirit Awards                             | 8 de febrero de 2020    | Best Supporting Female                                         | Jennifer López                   | Pendiente | [ 59 ] |
| Independent Spirit Awards                             | 8 de febrero de 2020    | Best Director                                                  | Lorene Scafaria                  | Pendiente | [ 59 ] |
| Independent Spirit Awards                             | 8 de febrero de 2020    | Best Cinematography                                            | Todd Banhazl                     | Pendiente | [ 59 ] |